# 삼근
삼근(三斤, ?~?)은 백제의 관리이자, 음악가이다.

## 생애
시덕 관등인 그는 553년에 성왕의 명에 따라 여러 기술자들과 함께 왜에 파견되었다.